# Emil-Andresen-Straße
Die Emil-Andresen-Straße ist eine Straße im Hamburger Stadtteil Lokstedt im Bezirk Eimsbüttel. Sie wurde 1949 nach dem Rittmeister der Landwehr Emil Andresen benannt, der um 1913 eine Zeit lang der Lokstedter Gemeindevorsteher war. Sie hat eine Länge von 1091 Metern und liegt zwischen der Julius-Vosseler-Straße und dem Grandweg.

## Mediale Bekanntheit
Die Straße erlangte Bekanntheit durch eine Bürgerinitiative der Anwohner zum Erhalt von 30 Spitzahornbäumen 2010. So berichtete die Satiresendung Extra 3 über die formell nicht erschlossene Straße. Da es allein in Hamburg knapp 3000 Straßen wie die Emil-Andresen-Straße gibt, erregte es viel Aufmerksamkeit, dass die 1,6 Millionen Euro teure Straßensanierung zu 90 % von den Anwohnern übernommen werden müssen, was einigen tausend Euro pro Anwohner entspricht.
Die Bürgerinitiative Anwohner konnte das Fällen der Bäume verhindern. Über 8000 Unterschriften konnten gesammelt werden, obwohl nur 5719 erforderlich gewesen wären. Der Vorsitzende der SPD-Fraktion Eimsbüttel Rüdiger Rust bezeichnete die Geschichte der Emil-Andresen-Straße als ein „Beispiel dafür, wie Bürger ihre Interessen erfolgreich einbringen können“. Neben dem Erhalt der Bäume wurde auch eine Geschwindigkeitsbegrenzung von 30 km/h beibehalten, die bei einem Ausbau auf 50 km/h erhöht worden wäre.

## Nacht der Bäume
Um für die Bürgerinitiative und den Erhalt der Bäume zu werben, veranstalteten einige Anwohner eine „Nacht der Bäume“, bei der die Emil-Andresen-Straße gesperrt wurde und der Lichtkünstler Michael Batz einige der Bäume blau beleuchtete. Des Weiteren gab es verschiedene öffentliche Lesungen mit Prominenten wie Autorin Kirsten Boie, Tagesschausprecher Thorsten Schröder, Autorin Isabel Abedi, NDR-Cheffernsehredakteur Andreas Cichowicz, NDR 2 Moderator Jens Mahrhold, der Künstler Gerd Stange, Autorin Heike Koschyk und die ttt – titel, thesen, temperamente Redakteurin Edith Beßling. Neben den Lesenden unterstütze auch der ehemalige Tagesschausprecher Marc Bator und die Fernsehmoderatorin Susanne Stichler die Bürgerinitiative.

## Einrichtungen
- Deutsch-italienische Grundschule Döhrnstraße[7]
- Wohnanlage Lokstedt, Studentenwohnheim des Studierendenwerk Hamburg[8]
- Rudolf-Laun-Haus, Studentenwohnheim des Studierendenwerk Hamburg[9]
- Freie Evangelische Gemeinde Lokstedt
- Why Not?, Café zur Förderung der Integration

## Anbindungen
- Bushaltestelle Julius-Vosseler-Straße, Linie 181 (vorübergehend)
- Bushaltestelle Max-Tau-Straße, Linie 181
- Bushaltestelle Lohkoppelweg, Linie 181
- StadtRAD Hamburg Station Emil-Andresen-Straße

## Parks & Grünanlagen
- Von-Eicken-Park mit Schillingsbek, Nebenfluss der Kollau

## Bekannte Anwohner
- Andreas Cichowicz, NDR-Cheffernsehredakteur